# Megachile postnigra
Megachile postnigra är en biart som beskrevs av Cockerell 1937. Megachile postnigra ingår i släktet tapetserarbin, och familjen buksamlarbin. Inga underarter finns listade i Catalogue of Life.